# Мирошниченко, Иван Иванович
Иван Иванович Мирошниченко (1916—1963) — участник Великой Отечественной войны, автоматчик 3-й гвардейской отдельной мотострелковой бригады (3-я гвардейская армия, 4-й Украинский фронт), гвардии старшина. Герой Советского Союза (1944).

## Биография
Родился 23 марта 1916 года в с. Hосово Области Войска Донского (ныне Hеклиновского pайона Ростовской области) в семье крестьянина. Русский.
Окончил начальную школу. Работал в сельскохозяйственной артели.
В Красной Армии находился в 1937—1940 годах и с июня 1941 года. В действующей армии на фронте Великой Отечественной войны — также с июня 1941.
Автоматчик отдельной мотострелковой бригады гвардии рядовой Мирошниченко, находясь в группе захвата, 8 февраля 1944 года одним из первых преодолел реку Днепр в районе города Никополь Днепропетровской области. Ворвавшись в траншею, гранатами уничтожил расчёт пулемёта и несколько вражеских солдат. Был ранен, но не покинул поле боя. Пробравшись в тыл противника, уничтожил несколько гитлеровцев, вызвал панику у врага. Член КПСС с 1944 года.
В 1946 году старшина Мирошниченко демобилизовался. Жил в родном селе, работал в колхозе.
Умер 9 июня 1963 года там же, где и родился.

## Награды
- Медаль «Золотая Звезда» Героя Советского Союза (19.03.1944).
- Орден Ленина.
- Медали.